# Chang (boisson)
Pour les articles homonymes, voir Chang.

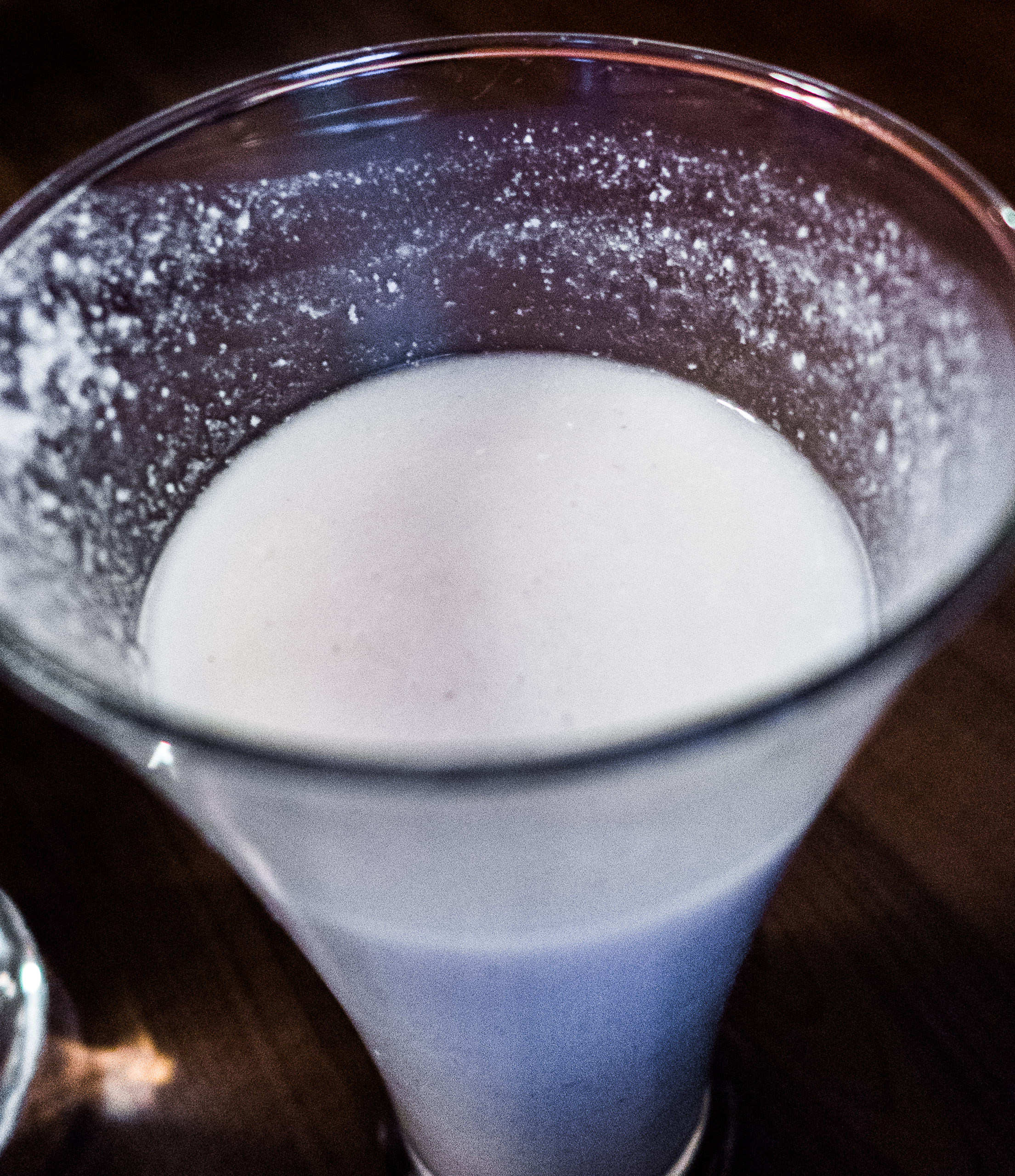
Verre de chang à base de riz

Le chang, tchang, chhang,, chhaang ou bang chang (du tibétain : ཆང་, Wylie : chang, nectar des dieux ; chinois : 青稞酒 ; pinyin : qīngkē jiǔ ; litt. « alcool d'orge nue »), est une boisson fermentée, de type bière traditionnelle, très prisée des Tibétains. Cette bière, au goût de cidre fermier et au titre d'alcool de 4.2 à 4.7%, est brassée à partir le plus souvent d'orge mais aussi parfois de millet, d'éleusine, d'avoine, de blé noir ou de riz. Traditionnellement fabriquée à la maison, elle est désormais fabriquée également en usine. Elle se rencontre en République populaire de Chine (Région autonome du Tibet et subdivisions autonomes tibétaines), en Inde (Sikkim et Ladakh), au Népal et au Bhoutan.

## Fabrication
Le chang, comme la tsampa, est le plus souvent à base d'orge nue mais il arrive qu'il soit brassé à partir de blé ou d'un mélange de blé et d'orge ; les Tibétains toutefois jugent que ce n'est pas un produit sain et lui préfèrent le chang d'orge nue quand ils veulent en offrir.

### Chang de type domestique
De nombreux Tibétains fabriquent eux-mêmes leur chang. La méthode la plus simple consiste à verser de l'eau bouillante sur des grains semi-fermentés d'orge ou de millet placés dans une section de bambou servant de chope de 1 litre et appelée dhungro ou tongba. On le déguste au moyen d'une paille de bambou appelée pipsing. 
Après avoir bouilli de l'orge ou du millet, on ajoute de la levure de type murcha, de la farine, du gingembre et de l'aconit quand il s'est refroidi et on le laisse fermenter trois jours dans un panier de bambou tressé, recouvert de feuilles et de linges. On met le moût dans une jarre cellée en terre cuite pour une fermentation haute de 10 à 15 jours. Ensuite on peut soit le conserver pendant six mois, soit le déguster immédiatement.
On ajoute de l'eau bouillante afin de rendre le liquide propre à la consommation, et en attendant cinq minutes, le temps que la fermentation se réactive et déclenche l'effervescence voulue[citation nécessaire]. Une fois la consommation avancée et la bière refroidie, on peut rajouter encore de l'eau bouillante qui va à nouveau réactiver la fermentation et le processus alcoolique.
Le chang est servi chambré ou alors très chaud et effervescent. Bien que peu alcoolisé, la chaleur décuple alors ses effets et son arôme.

### Chang de type industriel
Le chang est désormais fabriqué aussi en usine et il en existe diverses marques telles que Jintian, Shi-Dse, Amachangma, etc. On les trouve dans les supermarchés de nombreuses villes chinoises.

## Dans les rites sociaux
En marque d'hospitalité, les Tibétains honorent leurs invités par un traditionnel échange de khata puis leur offrent du chang ou du thé au beurre.
Le premier jour des festivités du Losar, la célébration du Nouvel An tibétain comporte la consommation de chang.

## Effets
La bière d'orge, souvent associée à l'inébriété et à la flamme pour les jolies Tibétaines, participe grandement à l'image romanesque du Tibet. 
Selon le 14e dalaï-lama, lorsque la mère adoptive du futur 5e dalaï-lama confia l'enfant, alors âgé de cinq ans, au monastère de Drepung, elle déclara qu'il était très sage, qu'il ne pleurait jamais et que s'en occuper était facile mais qu'il buvait beaucoup de bière (chang). Thomas Laird précise que l'alcool est interdit aux moines gelugpa, mais pour le paysan ou le nomade tibétain moyen, le chang se boit comme de l'eau.

## Alcoolisme lié au chang
Une étude de 2008 réalisée par l'Institut de psychiatrie du King's College de Londres montre que l’alcoolisme est un problème de santé publique au Tibet. Essentiellement lié à la consommation de bière, celui-ci touche 31,6 % des hommes et presque 10 % des femmes. L'alcoolisme est répandu dans les villes tibétaines, où il a augmenté depuis le début des années 1990.